# Mindre sumphöna

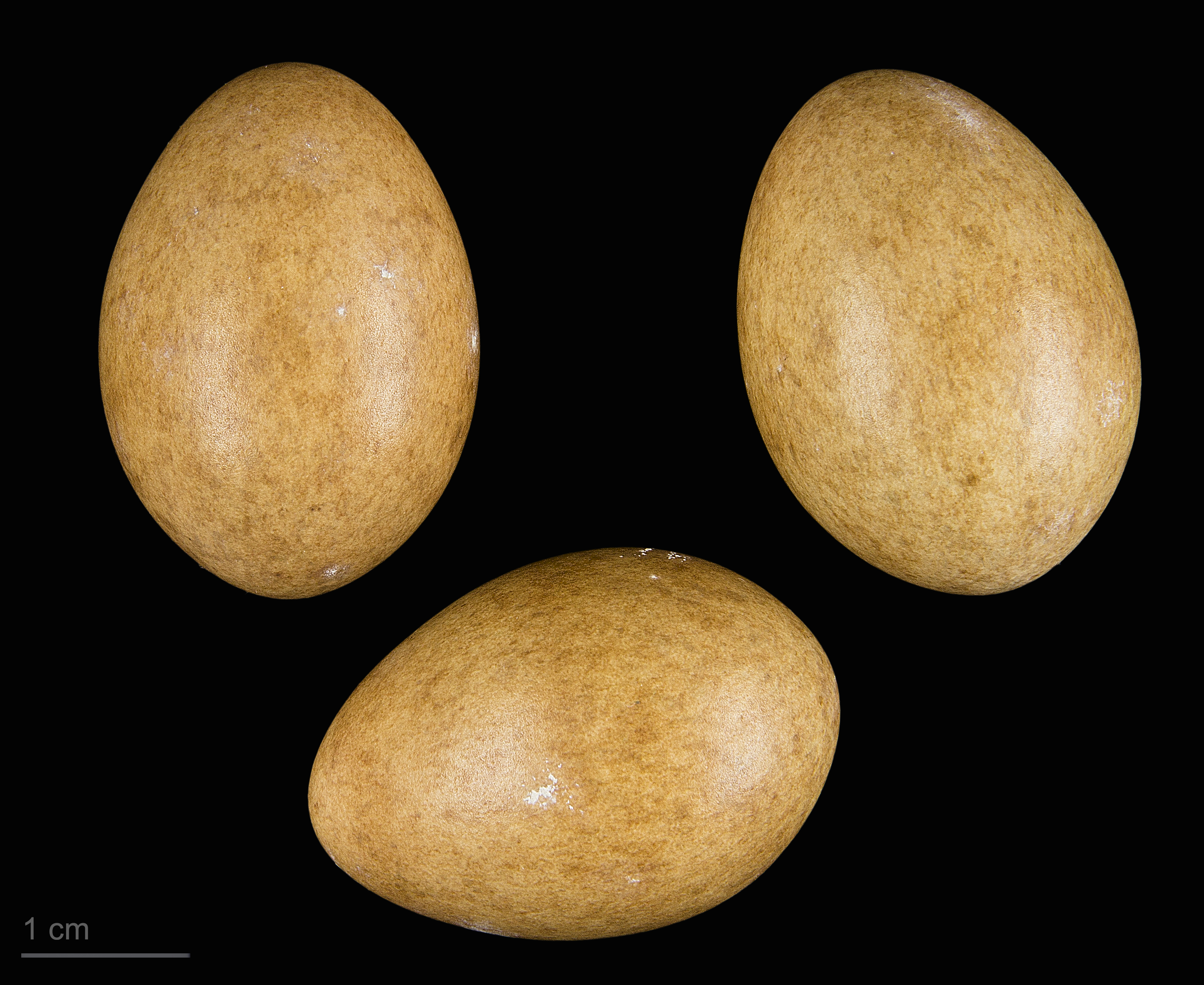
Porzana parva

Mindre sumphöna (Zapornia parva) är en fågel som tillhör familjen rallar.

## Utseende, läte och fältkännetecken

### Utseende
Mindre sumphönan är 17–19 centimeter lång, något mindre än småfläckig sumphöna (Porzana porzana). Den skiljer sig från den senare även genom att den saknar mörka band och vita fläckar på sidorna. 
Mindre sumphöna har en kort rak näbb som är gul med röd bas. Den adulta hanen har mestadels brun ovansida och blågrått ansikte och undersida. Den har grå ben med långa tår och en kort stjärt med svarta och vita band undertill.  
Honan har ljusbrun undersida och är grå endast i ansiktet. Juvenilerna liknar honan men har vitt ansikte och bröst. Dunungarna är svarta, som hos alla rallar. 

### Läte
Under häckningsperioden är den högljud, främst om natten då sången kan höras 1–2 km. Hanen har ett utdraget nasalt skällande kva eller koa-läte som upprepas, först långsamt för att accelerera och sedan övergå i ett stammande. Honan har ett kortare likartat läte.

## Utbredning och systematik
Mindre sumphönan förekommer i Europa, mestadels i öst, och i Centralasien, så långt österut som Kina. Den förekommer på höjder upp till 2 000 meter. Den är en flyttfågel och övervintrar i Portugal och Spanien, i Israel, Irak, Oman och Pakistan, och i norra Afrika i Marocko, Egypten, Senegal, Mauretanien och Nigeria. I Sverige är den en sällsynt gäst.

### Släktestillhörighet
Tidigare placerades arten i släktet Porzana, men DNA-studier visar att dvärgsumphönan endast är avlägset släkt med typarten för Porzana småfläckig sumphöna och förs numera tillsammans med flera andra arter till ett annat släkte, Zapornia.

## Ekologi
Mindre sumphönan är skygg under häckningstiden men kan vara lättare att få syn på under flyttningen.

### Häckning och biotop
Mindre sumphöna lever monogamt och blir könsmogen efter ett år. Den häckar vid sjöar och lägger sitt skålformade bo på en flytande vassbale på lite djupare vatten. Den lägger i genomsnitt sju till nio ägg, men kullar på fyra till elva har observerats. Äggen ruvas av båda föräldrar i 15–17 dagar och ungarna blir sedan flygga efter ytterligare 45–50 dagar då de tas om hand av båda föräldrar. Ibland förekommer två kullar.

### Föda
Fåglarna söker föda med näbben i lera och grunt vatten, samt tar föda där de ser den. De äter mest insekter och vattendjur, men även växtdelar.

## Status och hot
Arten har ett stort utbredningsområde och en stor population med stabil utveckling. Utifrån dessa kriterier kategoriserar IUCN arten som livskraftig (LC). I Europa beräknas beståndet bestå av 55 000–82 900 spelande hanar, vilket motsvarar 110 000–166 000 vuxna individer.